# Șanțul-Mare Pecica
Șanțul Mare este un punct situat la 9 km V de Pecica și 600 m N de albia actuală a Mureșului unde se găsește un sit arheologic. Este monument istoric, cod LMI AR-I-s-A-00448.

## Istoric
Cercetările lui J. Hampel și Fl. Romer din 1870, alături de săpăturile lui L. Dömötör au avut rolul de promovare și confirmare a importamței extraordinare a tell-ului de la „Șanțul Mare”. Săpăturile efectuate de Dömötör poartă puternica amprentă a începuturilor arheologiei, epocă caracterizată în principal prin amatorism, Dömötör însuși fiind profesor de desen. 
Începând cu 1910 situl avea să fie „exploatat” de către arheologul M. Roska. Numărându-se printre pionierii arheologiei instituționalizate, științifice, Roska este primul care a contribuit la clarificarea încadrării cronologice și culturale a diverselor nivelurilor surprinse aici. Săpăturile din 1910-1911, 1923 și 1924 au identificat o consistentă locuire a Epocii Mijlocii a Bronzului, cultura Mureș (denumită inițial Periam-Pecica). În rapoartele întocmite sunt menționate doar straturile Epocii Bronzului, dar și cel al Epocii Mijlocii a Cuprului (orizontul toartelor pastilate). 
D. Popescu sondează și el, în 1943, tell-ul, dar fără a publica un raport detaliat al săpăturii, se mulțumește prin a preciza existența orizonturilor cronologice amintite de către Roska, dar mai atrage atenția asupra unor vestigii La Tène și din Epoca Migrațiilor. În 1960-1962, 1964, arheologul clujan Ion Horațiu Crișan, împreună cu E. Dörner, conduc săpături de amploare, ce vor evidenția existența unei importante așezări din epoca dacică clasică și unei necropole de sec. XI-XIII d.Hr. 
Din anul 2005 au fost reluate cercetările, șantierul arheologic Pecica - Șanțul Mare fiind câștigătorul unui grant de 250.000 de dolari obținuți de la National Science Foundation (SUA), în urma unui proiect depus de Complexul Muzeal Arad în parteneriat cu Muzeul Banatului din Timișoara și Universitatea din Michigan (SUA).
Obiectivele cercetării: adâncirea săpăturii până la steril în suprafețele excavate în campania precedentă; continuarea sondării vecinătăților sitului prin carote.
Rezultatele și interpretarea lor: Excavațiile au identificat nivelul de epoca dacică și cel corespunzător bronzului final. În această campanie au fost recuperate resturile unui depozit de cereale carbonizate, oase de animale și resturi ale unui atelier metalurgic. A fost realizată o hartă topografică detaliată a vecinătăților tell-ului.
Colectiv: George Pascu Hurezan – responsabil științific (Complexul Muzeal Arad), Florin Drașovean, Alexandru Szentmiklosi (Muzeul Banatului Timișoara), John M. O’Shea, Sarah Sherwood (Universitatea din Michigan, SUA), Alex W. Barker (Universitatea din Missouri, SUA).
In anul 2008 s-au propus noi obiective ale cercetării: adâncirea săpăturii până la steril în suprafețele excavate în campania precedentă; continuarea sondării vecinătăților sitului prin carote, identificarea unor structuri de locuințe din perioada Bronzului Mijlociu. Rezultate: s-a continuat adâncirea pe aceeași suprafață (10 x 10 m) și s-a ajuns până pe nivelul Bronzului Mijlociu.

## Fotogalerie

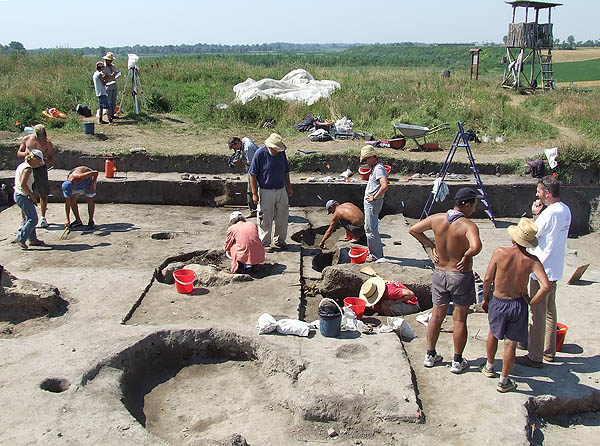
1 - Şanţul-Mare Pecica
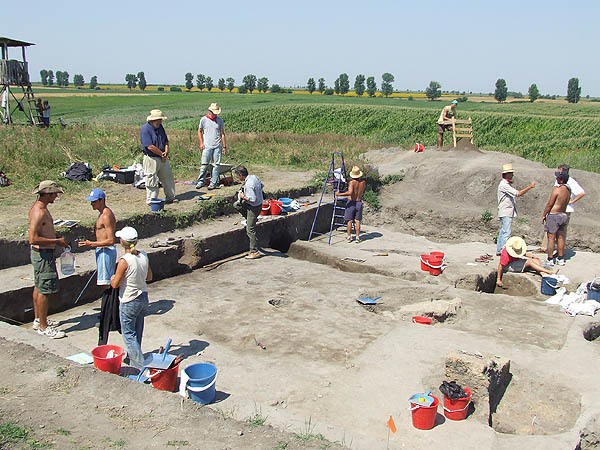
2 - Şanţul-Mare Pecica
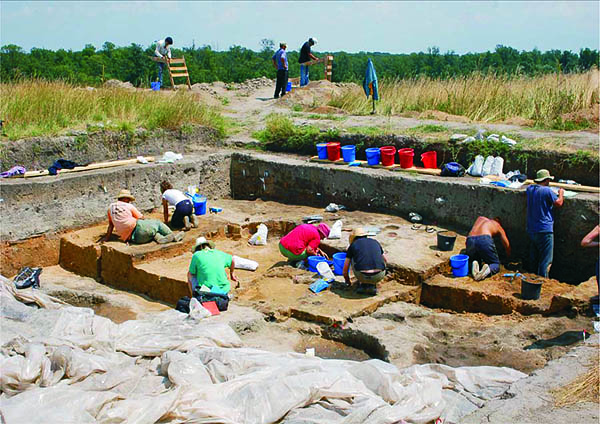
3 - Şanţul-Mare Pecica 2008